# Izvaryne
Izvaryne (ukrajinsky Ізварине; rusky Изварино – Izvarino) je sídlo městského typu v Luhanské oblasti na Ukrajině. Leží u hranice s Ruskem naproti Doněcku a je zde železniční a silniční (dálnice M04) hraniční přechod do Rostovské oblasti. V roce 2012 mělo Izvaryne zhruba 1700 obyvatel.